# Station Napstjært
Station Napstjært is een spoorweghalte in Napstjært in de Deense gemeente Frederikshavn.
Het oorspronkelijk station aan de lijn Frederikshavn - Skagen dateerde uit 1890. Het station sloot in 2005 maar werd na acties uit de bevolking na een jaar weer geopend.